# Liste des évêques de Bâle
Cette liste présente chronologiquement les évêques de Bâle.
| De                                  | À    | Nom                                                                                       |
| ----------------------------------- | ---- | ----------------------------------------------------------------------------------------- |
| Avant la transformation de l'évêché |      |                                                                                           |
| env. 346                            |      | Justinianus Rauricorum                                                                    |
| Ve siècle                           |      | Pantale                                                                                   |
| env. 615                            |      | Ragnacharius                                                                              |
| env. 740                            |      | Walaus                                                                                    |
| env. 751                            |      | Baldebert                                                                                 |
| 791                                 | 803  | Waldo de Reichenau                                                                        |
| 803                                 | 823  | Heito                                                                                     |
| 823                                 | 835  | Ulrich I                                                                                  |
| 844                                 | 859  | Wighard                                                                                   |
| 859                                 | 860  | Fredebert                                                                                 |
| env. 875                            |      | Adalwin                                                                                   |
| env. 892                            |      | Rodolphe I                                                                                |
| 892                                 | 895  | Iring                                                                                     |
| 895                                 | 916  | Adalbert I                                                                                |
| env. 917                            |      | Landeolus                                                                                 |
| 917                                 | 921  | Guillaume                                                                                 |
| env. 930                            |      | Wighard II                                                                                |
| 950                                 | 974  | Rodolphe II                                                                               |
| env. 984                            |      | Gebizo von Altenburg                                                                      |
| 999                                 | 1025 | Adalbert II                                                                               |
| 1021                                | 1025 | Rodolphe III                                                                              |
| 1025                                |      | Adalbert III                                                                              |
| 1025                                | 1040 | Ulrich II                                                                                 |
| 1040                                |      | Bruno?                                                                                    |
| 1041                                | 1055 | Theodorich                                                                                |
| 1055                                | 1072 | Berengar                                                                                  |
| 1072                                | 1107 | Bourcard de Fenis                                                                         |
| 1107                                | 1122 | Rodolphe de Horbourg                                                                      |
| 1122                                | 1133 | Berthold de Neuchâtel                                                                     |
| 1133                                | 1137 | Adalbert de Frohburg                                                                      |
| 1138                                | 1164 | Ortlieb de Frohburg                                                                       |
| 1164                                | 1179 | Ludwig Garewart                                                                           |
| 1179                                | 1180 | Hugo d'Asuel                                                                              |
| 1180                                | 1191 | Henri de Horbourg                                                                         |
| 1192                                | 1213 | Leuthold I                                                                                |
| 1213                                | 1215 | Walther de Rötteln                                                                        |
| 1216                                | 1238 | Heinrich II de Thoune                                                                     |
| 1238                                | 1248 | Leuthold de Rötteln (comme comte de Rötteln Leuthold I, comme évêque de Bâle Leuthold II) |
| 1250                                | 1262 | Berthold de Ferrette                                                                      |
| 1262                                | 1274 | Henri III de Neuchâtel                                                                    |
| 1275                                | 1286 | Henri d'Isny                                                                              |
| 1286                                | 1296 | Pierre Ier Reich de Reichenstein                                                          |
| 1297                                | 1306 | Pierre d'Aspelt                                                                           |
| 1306                                | 1309 | Othon de Grandson                                                                         |
| 1309                                | 1325 | Gérard de Vuippens                                                                        |
| 1325                                | 1332 | Hartung Münch de Landskron                                                                |
| 1332                                | 1335 | Jean de Chalon-Arlay                                                                      |
| 1335                                | 1365 | Jean II Senn de Münsingen                                                                 |
| 1365                                | 1382 | Jean III de Vienne                                                                        |
| 1382                                | 1391 | Imier de Ramstein                                                                         |
| 1391                                | 1393 | Frédéric de Blankenheim (Vente du Petit-Bâle)                                             |
| 1393                                | 1395 | Conrad Münch de Landskron                                                                 |
| 1399                                | 1418 | Humbert de Neufchâtel                                                                     |
| 1418                                | 1423 | Hartmann Münch de Münchenstein                                                            |
| 1423                                | 1436 | Jean IV de Fleckenstein                                                                   |
| 1437                                | 1451 | Frédéric zu Rhein                                                                         |
| 1451                                | 1458 | Arnold de Rotberg                                                                         |
| 1458                                | 1478 | Jean de Venningen                                                                         |
| 1479                                | 1502 | Gaspar ze Rhein                                                                           |
| 1502                                | 1527 | Christophe d'Utenheim                                                                     |
| 1527                                | 1533 | Philippe de Gundelsheim                                                                   |
| 1554                                | 1575 | Melchior de Lichtenfels                                                                   |
| 1575                                | 1608 | Jacques Christophe Blarer de Wartensee                                                    |
| 1608                                | 1628 | Joseph Guillaume Rinck de Baldenstein                                                     |
| 1628                                | 1646 | Jean Henri d'Ostein                                                                       |
| 1646                                | 1651 | Beatus Albrecht de Ramstein                                                               |
| 1651                                | 1656 | Jean François de Schonau-Zell                                                             |
| 1656                                | 1693 | Jean Conrad de Roggenbach                                                                 |
| 1693                                | 1705 | Guillaume Rink de Baldenstein                                                             |
| 1705                                | 1737 | Jean Conrad de Reinach-Hirtzbach                                                          |
| 1737                                | 1743 | Jacques Sigismond de Reinach-Steinbrunn                                                   |
| 1744                                | 1762 | Joseph Guillaume Rinck de Baldenstein                                                     |
| 1762                                | 1775 | Simon Nicolas de Montjoie d'Hirsingue                                                     |
| 1775                                | 1783 | Louis de Wangen de Geroldseck                                                             |
| 1782                                | 1794 | Joseph Sigismond de Roggenbach                                                            |
| 1794                                | 1828 | François-Xavier de Neveu                                                                  |
| Après la transformation de l'évêché |      |                                                                                           |
| 1828                                | 1854 | Joseph Antoine Salzmann (de)                                                              |
| 1854                                | 1862 | Karl Arnold-Obrist (de)                                                                   |
| 1863                                | 1885 | Eugène Lachat                                                                             |
| 1885                                | 1888 | Friedrich Fiala                                                                           |
| 1888                                | 1906 | Leonhard Haas (de)                                                                        |
| 1906                                | 1925 | Jakob Stammler                                                                            |
| 1925                                | 1936 | Joseph Ambühl (de)                                                                        |
| 1937                                | 1967 | Franziskus von Streng                                                                     |
| 1968                                | 1982 | Anton Hänggi                                                                              |
| 1982                                | 1993 | Otto Wüst                                                                                 |
| 1994                                | 1995 | Hansjörg Vogel                                                                            |
| 1995                                | 2010 | Kurt Koch                                                                                 |
| 2010                                |      | Felix Gmür                                                                                |